# Orlando Fuentes
Orlando Fuentes (Zambrano, Bolívar, Colombia; 28 de junio de 1977) es un futbolista colombiano. Juega de volante defensivo y su equipo actual es el Unión Magdalena de la Categoría Primera B colombiana.

## Clubes
| Club                 | País     | Año           |
| -------------------- | -------- | ------------- |
| Unión Magdalena      | Colombia | 1996 - 2005   |
| Real Cartagena       | Colombia | 2006          |
| Atlético Bucaramanga | Colombia | 2006          |
| Deportivo Pereira    | Colombia | 2007          |
| Valledupar F. C.     | Colombia | 2008          |
| Unión Magdalena      | Colombia | 2009-2010     |
| Unión Magdalena      | Colombia | 2011-presente |